# Liste der Biografien/Hor
Liste der Biografien |
Portal Biografien |
Personensuche
# |
A |
B |
C |
D |
E |
F |
G |
H |
I |
J |
K |
L |
M |
N |
O |
P |
Q |
R |
S |
T |
U |
V |
W |
X |
Y |
Z |
?
 
Ha |
Hd |
He |
Hi |
Hj |
Hk |
Hl |
Hm |
Hn |
Ho |
Hr |
Hs |
Ht |
Hu |
Hv |
Hw |
Hy
 
Hoa |
Hob |
Hoc |
Hod |
Hoe |
Hof |
Hog–Hok |
Hol |
Hom |
Hon |
Hoo |
Hop |
Hoq |
Hor |
Hos |
Hot |
Hou |
Hov |
How |
Hox |
Hoy |
Hoz
 
Hora |
Horb |
Horc |
Hord |
Hore |
Horf |
Horg |
Horh |
Hori |
Horj |
Hork |
Horl |
Horm |
Horn |
Horo |
Horp |
Horr |
Hors |
Hort |
Horu |
Horv |
Horw |
Horx |
Hory |
Horz
Die Liste der Biografien führt alle Personen auf, die in der deutschsprachigen Wikipedia einen Artikel haben. Dieses ist eine Teilliste mit 9 Einträgen von Personen, deren Namen mit den Buchstaben „Hor“ beginnt.

## Hor
- Hor, altägyptischer Obervermögensverwalter
- Hor I., altägyptischer König der 13. Dynastie
- Hor II., altägyptischer König der 13. Dynastie
- Hor Namhong (* 1935), kambodschanischer Diplomat und Politiker
- Hör, Carl (1801–1850), österreichischer Schausteller
- Hor, Halutie (* 1999), ghanaische Sprinterin
- Hör, Konrad, Schweizer Bürgermeister
- Hör, Paul (1948–2011), österreichischer Schauspieler
- Hor, Pooh († 1919), chinesisch-US-amerikanischer Kaufmann und „Bürgermeister“ von New Yorks Chinatown